# الکتا
اِلِکتا یا ایلِکتا (به سوئدی: Elekta)، تأسیس ۱۹۷۲، شرکت مهم تجهیزات پزشکی سوئدی است.
به ویژه، این شرکت در تولید سیستم‌های پرتودرمانی در جهان در ۳۰ سال اخیر یکی از پیشروان صنعت بوده‌است.